# Ásta Breiðfjörð Gunnlaugsdóttir
Ásta Breiðfjörð Gunnlaugsdóttir (* 13. Mai 1961) ist eine ehemalige isländische Fußballspielerin. Ásta war Nationalspielerin der ersten Stunde, erste Rekordtorschützin und erste alleinige Rekordnationalspielerin der isländischen Nationalmannschaft. 1994 wurde sie als erste und einzige Frau Islands Fußballer des Jahres (ab 1997 gab es dann eine eigene Wahl für Fußballerinnen). Während ihrer aktiven Zeit spielte sie ausschließlich für Breiðablik Kópavogur.

## Karriere

### Verein
Ásta, die in ihrer Jugend neben Fußball auch Handball spielte und Leichtathletik betrieb, spielte erstmals 1973 mit 13 Jahren für Breiðablik Kópavogur. 1974 gewann sie bei einem Wettbewerb in Norwegen einen 60-Meter-Lauf in 8,2 Sekunden. 1977 gewann sie ihre erste Meisterschaft mit dem Verein, der zehn weitere folgen sollten. 1981 gewann sie mit Breiðablik den erstmals ausgetragenen isländischen Fußballpokal der Frauen. 1982 und 1983 konnte dieser Erfolg wiederholt werden, wobei sie 1981 und 1983 in den Endspielen zu den Torschützinnen gehörte. Zudem wurde sie mit Rekordmeister Breiðablik Kópavogur 1981 und 1982 mit 33 bzw. 15 Toren Torschützenkönigin. 1987 stieg Breiðablik aber in die zweite Liga ab, in der sie als Torschützenkönigin maßgeblichen Anteil am Wiederaufstieg hatte. Für die Zeit vor 1990 liegen aber nur wenige detaillierte Daten vor.
1990 wurde sie nur in den ersten drei Liga-Spielen eingesetzt, konnte also nur wenig zum Erringen des ersten Meistertitels nach sieben Jahren ohne Titel beitragen. 1991 fehlte sie dagegen nur am 10. Spieltag und war mit sieben Toren beste Torschützin ihrer Mannschaft und damit maßgeblich an der Verteidigung des Meistertitels beteiligt. 1992 kam sie dann in allen Ligaspielen zum Einsatz und war mit 12 Toren viertbeste Torschützin der Liga. Ihre neue Mitspielerin Olga Færseth erzielte aber noch ein Tor mehr. Das Pokalfinale verloren sie aber mit 2:3 und das Supercupspiel mit 0:3 gegen ÍA Akranes. 1993 reichte es dann nur zur Vizemeisterschaft, da Olga und sie jeweils fünf Tore weniger als 1992 schossen. Dagegen konnten sie den Supercup durch ein 4:2 gegen ÍA gewinnen. 1994 holten sie sich die Meisterschaft zurück. Sie konnte dazu zwar wieder nur sieben Tore beitragen, aber Olga wurde mit 24 Toren Torschützenkönigin. Zudem gewannen sie nach 11 Jahren wieder den Pokal durch ein 1:0 gegen KR Reykjavík. 1995 wurde sie dann nur noch einmal am vierten Spieltag für die Schlussviertelstunde eingewechselt, Breiðablik wurde ungeschlagen Meister, verlor aber das Supercupspiel und im Pokalhalbfinale jeweils gegen KR.
Insgesamt erzielte sie in 181 Spielen 206 Tore für Breiðablik und wurde 2015 in die „Hall of Fame“ des Vereins aufgenommen.

### Nationalmannschaft
Ásta kam im ersten Länderspiel der Isländerinnen am 20. September 1981 zum Einsatz und war beim 2:3 gegen Schottland eine der beiden isländischen Torschützinnen und stand sofort wie auch in den meisten ihrer weiteren Spielen in der Startelf. Es dauerte dann zwar knapp elf Monate bis zum nächsten Spiel der Isländerinnen, aber auch da war Ásta  wieder dabei und erzielte beim 2:2 gegen Norwegen ihr zweites Länderspieltor. Sie war ab da Rekordtorschützin und dehnte den Rekord bis zu ihrem Karriereende auf acht Tore aus. Mit ihrem achten Länderspiel am 17. August 1985 war sie dann auch alleinige Rekordnationalspielerin. Zuvor hatte sie sich den Rekord mit Torhüterin Guðríður Guðjónsdóttir und Magnea Helga Magnúsdóttir geteilt, die als einzige zusammen mit ihr seit dem ersten Spiel alle Spiele bestritten hatten, dann aber ihre Karriere beendeten (Guðríður) oder erstmals aussetzten. Ásta  steigerte den Rekord dann in einer Zeit mit durchschnittlich zwei Spielen pro Jahr bis zum 30. Oktober 1994 auf 26 Spiele und wurde in dieser Zeit nur dreimal nicht eingesetzt als sie schwanger war. Sie blieb damit Rekordnationalspielerin bis zum 7. Oktober 1995 und wurde dann von Vanda Sigurgeirsdóttir abgelöst, die den Rekord bis auf 37 Spiele ausdehnte. Ein Spiel später verlor sie dann auch ihren Torrekord an Ásthildur Helgadóttir, die mit zwei Toren am 11. März 1996 an ihr vorbeizog und den Rekord dann auf 22 Länderspieltore ausdehnte. Beide hatten noch mit Ásta zusammengespielt.
Für eine EM- oder WM-Endrunde konnte sie sich mit Island nie qualifizieren. In der ersten Qualifikation für die EM 1984 wurden die Isländerinnen in einer Gruppe mit den drei skandinavischen Mannschaften Letzte. An den Qualifikationen für die Endrunden 1987, 1989 und 1991 nahmen sie nicht teil. In der Qualifikation für die EM 1993 scheiterten sie dann in der Gruppenphase und in der Qualifikation für die EM 1995 im Viertelfinale an England und waren damit auch nicht für die WM 1995 qualifiziert. Mit dem Viertelfinalrückspiel gegen England, bei dem sie ihr letztes Länderspieltor erzielte, beendete sie mit 33 Jahren ihre Karriere.
Erst 14 Jahre später konnten sich die Isländerinnen erstmals für die EM 2009 qualifizieren.

## Erfolge
- Isländischer Meister: 1977, 1979, 1980, 1981, 1982, 1983, 1990, 1991, 1992, 1994, 1995 (mit Breiðablik Kópavogur)
- Isländischer Pokalsieger: 1981, 1982, 1983 und 1994 (mit Breiðablik Kópavogur)
- Isländischer Supercupsieger 1993 (mit Breiðablik)
- Torschützenkönigin der 1. Liga: 1981, 1982
- Torschützenkönigin der 2. Liga: 1988[6]

## Auszeichnungen
- 1994: Islands Fußballer des Jahres